# Ulrich Schnaft
Ulrich Schnaft (Königsberg, 3 de octubre de 1923-?) fue un exmilitar de las Waffen-SS y veterano de la Segunda Guerra Mundial, quien en 1949 emigró a Israel haciéndose pasar por un judío llamado Gavriel Weissman, donde se alistó en el Ejército Israelí y se graduó como oficial de artillería. Se trata de uno de los casos más llamativos de exnazis que en los años de la posguerra ingresaban en comunidades judías para huir de la justicia internacional o mejorar sus condiciones de vida, pues se considera que Schnaft, aunque más tarde sería condenado por espionaje para Egipto (por motivos económicos), llegó en un momento a identificarse con el Estado judío, destacando en su servicio militar en las fuerzas armadas de ese país. El caso también permitió una primera apreciación de las habilidades e ingenio de los servicios de inteligencia israelíes pocos años antes de la captura de Adolf Eichmann.

## Vida en Alemania
Ulrich Schnaft nació en 1923 en Königsberg, Alemania, hijo de una madre soltera. Su madre, al no poder mantenerle en plena crisis del período de entreguerras, le ingresó en un orfanato, y poco después fue adoptado por una familia alemana de clase media. Tras los estudios obligatorios, ingresó en una escuela de formación profesional, de donde se graduó en 1941 como técnico de maquinaría automotriz, ya en plena Segunda Guerra Mundial.
Tras su graduación, Schnaft se alistó en la Wehrmacht y paso seguido se incorporó a las Waffen-SS. Se sabe que fue destinado al frente oriental, donde resultó herido y, tras pasar poco tiempo en un hospital de campaña, fue evacuado a un hospital en Alemania. Una vez recuperado, fue destinado a Yugoslavia y luego a Italia, su último destino. Allí, a finales de 1944, fue capturado por las fuerzas estadounidenses y llevado a un campo de prisioneros de guerra a orillas del río Po. En junio de 1947, a los dos años y medio de su captura, Schnaft fue puesto en libertad, después de que las investigaciones sobre exmiembros de las SS realizadas por la administración estadounidense no revelaran pruebas de que hubiera tomado parte en crímenes de guerra.

### Posguerra
Ya liberado, Schnaft se mudó a Múnich, donde alquiló una habitación en un piso compartido con un joven judío, aunque su situación económica tocaba fondo y sin posibilidad de encontrar trabajo o siquiera poder pagar el alquiler en plena crisis que azotaba las zonas de ocupación aliadas en los años posteriores a la guerra (en aquellos tiempos hubo escasez de alimentos, la infraestructura urbana estaba devastada y millones de alemanas vagaban por las grandes ciudades). 
A pesar de su reciente servicio en las Waffen-SS, Schnaft entabló rápidamente amistad con su compañero de piso judío, quien le contó de las actividades de varias organizaciones caritativas encargadas de ofrecer ayuda económica y alimentos a supervivientes del Holocausto. Schnaft se dirigió a la principal de estas organizaciones —el American Jewish Joint Distribution Committee—, solicitando ayuda y, con la ayuda de su compañero de piso, la recibió. Según su recién publicada biografía, el exsoldado alemán quedó impresionado por las redes de asistencia mutua de las organizaciones y comunidades judías en el mismo país donde hacía unos meses ni se les había permitido vivir, y hasta albergaba cierto sentimiento de rencor hacia las autoridades alemanas por no contar con mecanismos similares.

## Vida en Israel

### Inmigración clandestina
Pasando las semanas en el piso de Múnich, Schnaft tuvo cada vez más claro que su objetivo era emigrar de Alemania, creyendo que su país no iba a superar la crisis en la que se encontraba. Siendo ya conocido en círculos judíos, un día se enteró de un grupo de refugiados que planeaban viajar clandestinamente a la Palestina británica en el marco de la Aliyá Bet. En octubre de 1947, escasos meses desde su liberación del campo de prisioneros como soldado de las Waffen-SS, el alemán se unió a este grupo de judíos adoptando el nombre de Gavriel Weissman, y juntos se pusieron rumbo a Marsella, Francia, donde vivieron durante dos meses en un campo administrado por el Mossad le'Aliyah bet en las afueras de la ciudad.
En diciembre de 1947, el grupo abordó un barco de la Aliyah Bet que iba a llevarles al puerto de Haifa, pero el buque fue interceptado por la Marina Real, y Schnaft, junto a los demás pasajeros, fue trasladado a un campo de internamiento británico en Chipre. Mientras estaba detenido en la isla, se hizo miembro de la célula local de la Haganá, estando implicado en las operaciones de la organización en el campo (especialmente los intentos de fuga).
Tras la Declaración de independencia de Israel y el comienzo de la guerra árabe-israelí de 1948, las autoridades británicas en Chipre liberaron a la mayor parte de los judíos internados, salvo los jóvenes varones de edad militar. No obstante, en 1949, con la guerra tocando su fin y aclarándose la situación militar y geopolítica (habiendo triunfado las fuerzas israelíes), los refugiados aún detenidos en Chipre fueron puestos en libertad y deportados al recién fundado Estado de Israel. Una vez arribado al puerto de Haifa, Schnaft fue enviado al kibbutz Kiryat Anavim, donde estudió hebreo en un ulpán.

### Carrera militar y retiro
En agosto de 1949, Schnaft se alistó para el servicio obligatorio en las recién fundadas Fuerzas Armadas de Israel (FAI), completando un curso de jefes de escuadrón de infantería. Sus superiores, impresionados por sus conocimientos militares (sin conocer la procedencia de los mismos), le sugirieron que se quedara en el Ejército tras el término de su servicio. Al poco tiempo de su retiro, Schnaft aceptó la propuesta, volvió a alistarse y se matriculó en el curso de oficiales, de donde se graduó con honores como teniente de artillería en la reserva. 
Sin embargo, poco después de su graduación, su solicitud en 1952 para trasladarse de la reserva a una unidad activa fue rechazada. Al parecer, una investigación rutinaria de su historial (realizada a todos los oficiales en activo) reveló que en una ocasión, algunos compañeros de unidad de Schnaft durante el servicio obligatorio habían informado a sus superiores de un incidente durante una salida nocturna. Según el informe, mientras estaba ebrio, Schnaft les enseñó una foto suya en uniforme de las SS, alegando que se encontraba en Israel bajo identidad falsa. Pese a no tener claro en ese momento si aquello era verdad, ni mucho menos tener pruebas que lo corroboraran (encima siendo conocidas su actividades en la Haganá), se procedió a rechazar su petición de traslado y a su baja inmediata del servicio. 

## Vida posterior y espionaje
Una vez retirado del Ejército, Schnaft se mudó a la ciudad costera de Ascalón, al sur de la costa Mediterránea israelí, donde alquiló un piso propiedad de un inmigrante alemán (procedencia común en aquellos tiempos) y trabajando en una variedad de puestos con la esperanza de poder ahorrar suficiente dinero para finalmente emigrar a otro país, donde su pasado no fuera conocido. Durante su estancia en el piso de Ascalón, tuvo una aventura con la mujer de su propietario de piso —también alemana y 20 años mayor que él—, con la que se mudaría a Haifa después de que su propietario les descubriera y echara de su casa.
Cuando Schnaft y su amante llegaron en Haifa, Alemania Occidental ya había empezado su rápido proceso de recuperación y crecimiento económico, conocido como el milagro económico alemán (Wirtschaftswunder). Al enterarse de ello, la pareja decidió volver a su país natal en vez de ir buscando su fortuna en otros destinos. En 1954, con solo 20 dólares en su bolsillo, partieron del puerto de Haifa hacia Génova, Italia, a bordo de un ferry. Nada más atracar en el puerto italiano, se dirigieron al consulado alemán en dicha ciudad con el fin de solicitar el visado de entrada a Alemania. Sin embargo, la solicitud de Schnaft, quien solo poseía un pasaporte israelí (se había deshecho de su documentación original al fingir ser un refugiado judío pocos años antes), fue rechazada, ya que en aquellos años Israel y Alemania Occidental aún no mantenían relaciones diplomáticas (con el Holocausto habiendo ocurrido menos de una década antes). Schnaft, al borde de quedarse en la calle en un país que le fue desconocido, solicitó una entrevista personal con el cónsul, en la que le contó toda su historia, pero este no le creyó y rechazó definitivamente su solicitud. Su amante, sin embargo, que sí tenía el pasaporte alemán, obtuvo su visado, con el que se trasladó poco después a Alemania, separándose de Schnaft. Más tarde retornaría a Israel, se reuniría con su marido y volvería a mudarse junto a él a Alemania.
Quedándose sin dinero, sin visado y sin compañía, Schnaft se percató de un cercano edificio que tenía la bandera egipcia ondeando. Según su biografía, es en ese momento que, debido a su desesperación más que un sentimiento de rencor hacia el país judío, decidió vender a Egipto información militar de Israel, dirigiéndose al que resultó ser el consulado egipcio en Génova. Su idea fue entregar información a cambio de ayuda diplomática para entrar en Alemania. Impresionado por su historia, el cónsul egipcio —que, a diferencia del alemán, sí le creyó— le pagó un billete de tren a Roma, donde se reunió con el agregado militar de la embajada egipcia. Tras la entrevista, se decidió trasladarle en avión a El Cairo, donde sería entrevistado por oficiales de inteligencia egipcios. Schnaft entregó a los egipcios su pasaporte israelí, obteniendo en su lugar uno egipcio con el nombre de Robert Hayat. Ya en la capital egipcia, pasó información a la inteligencia egipcia sobre unidades militares de las FAI, bases, armamento, programas de entrenamiento y nombres de oficiales. Sin embargo, no se considera que dicha información tuviera gran impacto a nivel informativo, pues el alemán nunca tuvo acceso a secretos militares dado su rango y profesión militar.
Finalmente, los egipcios le pidieron volver a Israel bajo identidad falsa, intentar volver a iniciar una carrera militar y ser su espía en las fuerzas armadas israelíes, pero Schnaft se negó, recordándoles su trato original, a saber, información a cambio de ayuda para entrar en Alemania. Los egipcios desistieron de sus intentos de reclutarlo y, aceptando su petición, le compraron un billete de vuelo a Roma el día siguiente, usando su pasaporte egipcio. En Roma le pagaron unos cientos de dólares por su servicio y un billete de tren de vuelta a Génova, donde el consulado egipcio le emitió un laissez-passer a Alemania. En marzo de 1954 Ulrich Schnaft volvió a Alemania, más de seis años después de que se marchara bajo identidad falsa de un superviviente judío del Holocausto.

## Operación de inteligencia y captura
Al volver a Alemania, Schnaft fue a vivir con su tía, quien regentaba una farmacia en Fráncfort. Estando allí, logró localizar a su examante de Israel, que ahora vivía con su marido en Berlín. Un día se personó en su casa sin avisar, seguro de que ella también querría volver a estar con él. Cuando le rechazó, le confesó toda la verdad sobre sus orígenes y pasado nazi, además de contarle sobre su trabajo para la inteligencia egipcia. Seguro de que su amor y confianza serían correspondidos, hasta dejó su dirección en Fráncfort para cuando cambiara de opinión. La mujer, sin embargo, se apresuró a contarle a su marido de la confesión de Schnaft, y este se puso en contacto por medio de una carta con el Shin Bet, el servicio de seguridad de Israel.
La carta llegó a su destino en octubre de 1955, acompañada de una foto de Schnaft y su dirección en Fráncfort. Tras ser estudiada por analistas de la agencia israelí, se decidió poner en marcha una operación para traer al exoficial alemán a Israel con el fin de ser juzgado. Aunque los jefes de la inteligencia israelí reconocieran que el daño que pudo haber causado la información entregada a los egipcios era mínimo, se decidió aprovechar la oportunidad para dejar patente que la mano de la inteligencia israelí podía alcanzar «a cualquiera y dondequiera». En diciembre de 1955, agentes del Shin Bet fueron desplegados en Fráncfort, donde localizaron, siguieron y fotografiaron a Schnaft durante un par de semanas. Tras constatar que este volvía a encontrarse en la pobreza, agentes del Mosad tomaron el relevo con el fin de idear y llevar a cabo un plan de acción.
Uno de los agentes, Shmuel Moriya, quien era judío de origen iraquí, «se topó por casualidad» con Schnaft en un evento social, donde le contó durante una conversación que había servido en las Waffen-SS durante la guerra (como otros voluntarios árabes reclutados por los nazis). Moriya, quien se presentó con el nombre de Adnán Bin-Adnán, invitó a Schnaft a una cena en un restaurante de Berlín el día siguiente. Este aceptó la invitación, y tras un opulento banquete, cuando llegó el momento de pagar, Moriya sacó de su bolsillo una cartera, dejando caer una tarjeta de identidad falsa de un oficial del Ejército iraquí. Schnaft recogió instintivamente la tarjeta para devolverla, percatando de lo que significaba. Entonces, Moriya «confesó» ser un oficial iraquí y Schnaft le contó de inmediato que él había sido oficial en el Ejército israelí. Cuando el agente judío fingió no creerle, el alemán le enseñó un par de fotos, contándole la historia entera y manifestando odio hacia los judíos e Israel. Entonces Moriya le ofreció trabajar para el Gobierno iraquí como espía en Israel, pero Schnaft le respondió que tenía mucho miedo pues Israel contaba con una excelente red de espías, que seguro que le pillarían. Para tranquilizarle, Moriya le dijo que lo único en el que el Gobierno iraquí estaba interesado era información sobre la situación económica de Israel, y no información militar, y que en todo caso los iraquíes no le pondrían en una posición arriesgada. En ese momento Schnaft aceptó la oferta, y en 1956 regresó a Israel con un pasaporte falso. Fue detenido nada más bajar del avión.

## Últimos años
Schnaft fue llevado a una instalación del Shin Bet en Jaffa, donde confesó todo ya desde el principio. Fue juzgado y condenado a siete años en prisión, siendo puesto en libertad al cabo de cinco años por buena conducta. Durante su tiempo en la cárcel, se hizo amigo de Zeev Eckstein, el asesino de Rudolf Kastner. Tras su puesta en libertad, volvió a Fráncfort. No se sabe con certeza cuándo y dónde murió.
Según el libro de memorias publicado por Eckstein, posteriormente Schnaft fue ordenado pastor luterano en Alemania, convirtiéndose en un ávido defensor de Israel. Esta versión no está verificada aunque conforme el libro de reciente publicación que cuenta la historia de Schnaft, Trust me, I'm lying (en español: Confía en mí, te estoy mintiendo; Amazon, 2019), sí está defendida por algunos historiadores, quienes alegan que Schnaft llegó a identificarse con el Estado de Israel y con los judíos durante su estancia en Chipre y en Israel, y que tanto sus acciones como algunas de sus expresiones se debieron a intereses económicos, y no ideológicos o políticos.